# Schultheis-Weiher

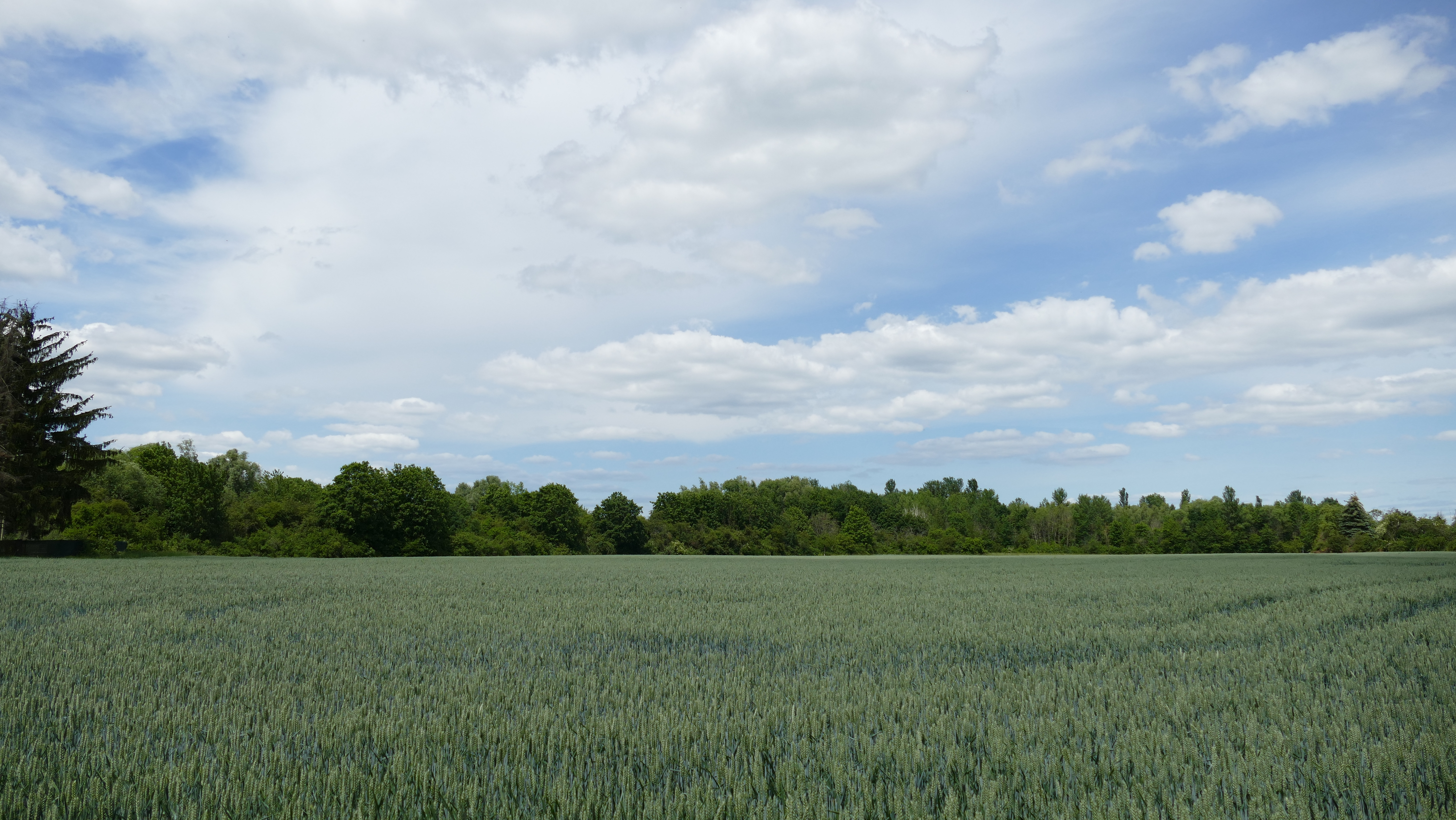
Naturschutzgebiet Rumpenheimer und Bürgeler Kiesgruben, Ostseite

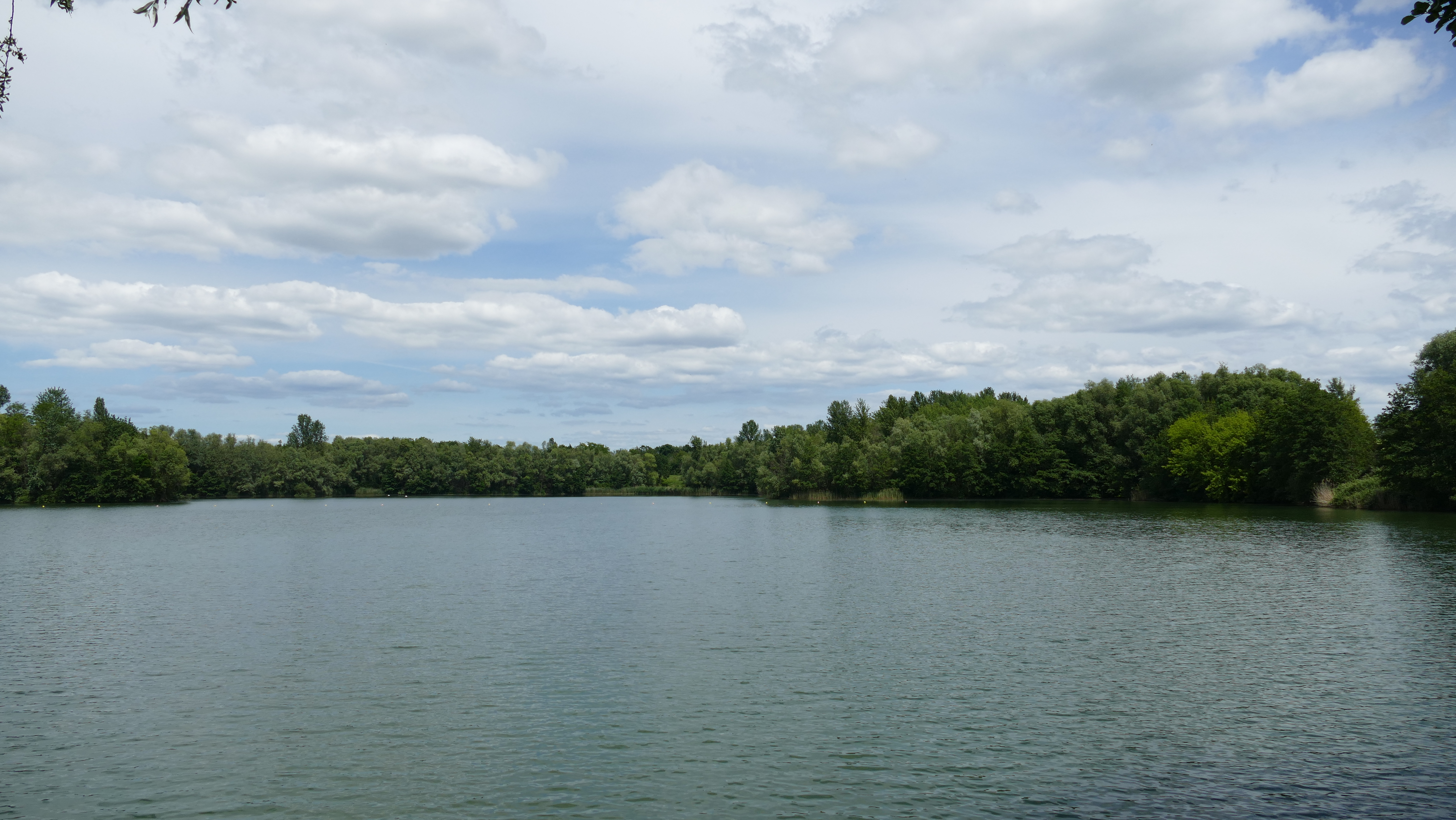
Naturschutzgebiet Rumpenheimer und Bürgeler Kiesgruben, Schultheisweiher, geschützter Bereich

Der Schultheis-Weiher (auch: Schultheisweiher) ist im Mainbogen zwischen Offenbach-Bürgel und Offenbach-Rumpenheim gelegen. Die Wasserfläche des 1928 von der Firma Schultheis ursprünglich als Kiesgrube ausgehobenen Sees beträgt 10,4 Hektar, die Wassertiefe maximal 3,11 Meter. Nach Aufgabe des Kiesabbaus in den 1960er Jahren wurde das Gebiet teilweise mit Müll verfüllt, bis dies 1975 durch die Behörden untersagt wurde. Ende der 1970er Jahre wurde es von der Firma Cassella an den Umlandverband Frankfurt übergeben und zu einem Naherholungsgebiet umgewandelt.

## Freizeitmöglichkeiten
Am Ufer des in einem seit dem 23. März 1983 ausgewiesenen Naturschutzgebietes Rumpenheimer und Bürgeler Kiesgruben gelegenen Badesees befinden sich eine große Liegewiese mit einem kleinen FKK-Bereich an seiner Westseite, Duschen und sanitäre Anlagen. Parkplätze direkt am See gibt es nicht, es ist allerdings eine Zufahrt bis kurz vor dem Weiher zum kurzzeitigen Halten sowie zum Be- und Entladen möglich. Für Fußgänger und Radfahrer aus Frankfurt-Fechenheim ist das Gebiet über den Arthur-von-Weinberg-Steg auf kurzem Wege zugänglich. Der Zugang zum See ist kostenlos. Während der Badesaison zwischen Mai und September gibt es in der Zeit von 10:00 bis 20:00 Uhr eine Badeaufsicht, außerhalb dieser Zeit ist das Baden untersagt.
Im Jahr 2015 besuchten bis zum Ende der Badesaison 140.000 Personen den Weiher. Im Jahr 2016 waren es bis zum Ende der Badesaison 300.000 Menschen.

## Gewässerzustand
Vor und während der Badesaison (in der Regel vom 1. Mai bis 15. September eines jeden Jahres) wird vom Stadtgesundheitsamt Offenbach die Wasserqualität unter Verwendung verschiedener Untersuchungsmethoden überwacht. Ebenso findet eine 14-tägliche Besichtigung und Geruchsprüfung statt. Infolgedessen musste der Badebetrieb im Jahr 2008 zugunsten der Gewässersanierung vorübergehend eingestellt werden.
Seit 2012 gab die Wasserqualität zeitweise keinen Anlass zu Beanstandungen mehr. Die aktuelle Einstufung der Europäischen Union nach der EG-Badegewässerrichtlinie sieht für den Weiher das Prädikat der höchsten Auszeichnung Ausgezeichnete Qualität vor.
2017 wurde im Schultheis-Weiher erstmals der Rote Amerikanische Sumpfkrebs nachgewiesen. Diese eingeschleppte Tierart (Neozoen) kann zum Problem für dort heimische Tierarten werden und steht deshalb in der EU auf der Liste invasiver gebietsfremder Arten von unionsweiter Bedeutung. Bei Hegebefischungen im Jahr 2022 wurde lediglich ein Roter Sumpfkrebs gefangen und bei Monitoringtauchgängen 2021 nur ein Roter Sumpfkrebs und einzelne Kamberkrebse gesichtet.
Wegen eines erhöhten Aufkommens von Blaualgen bestand von Juli 2022 bis zum Ende der Badesaison ein Badeverbot. Daraufhin wurde 2022 eine Wasseraufbereitungsanlage installiert, um das Blaualgenwachstum einzudämmen. Die Phosphateliminationsanlage soll Phosphate entfernen sowie gleichzeitig den Sauerstoffgehalt erhöhen und wälzt dabei pro Stunde 30.000 Liter Wasser um. Das Badeverbot auf Grund von erhöhtem Blaualgenwachstum besteht auch 2023.
Durch die getroffenen Maßnahmen zur Verbesserung der Wasserqualität konnte die Badesaison im Jahr 2024 am 1. Mai eröffnet werden. Eine Badeaufsicht wird durch die Stadt bis zum Ende der Saison im September 2024 ebenfalls gestellt.

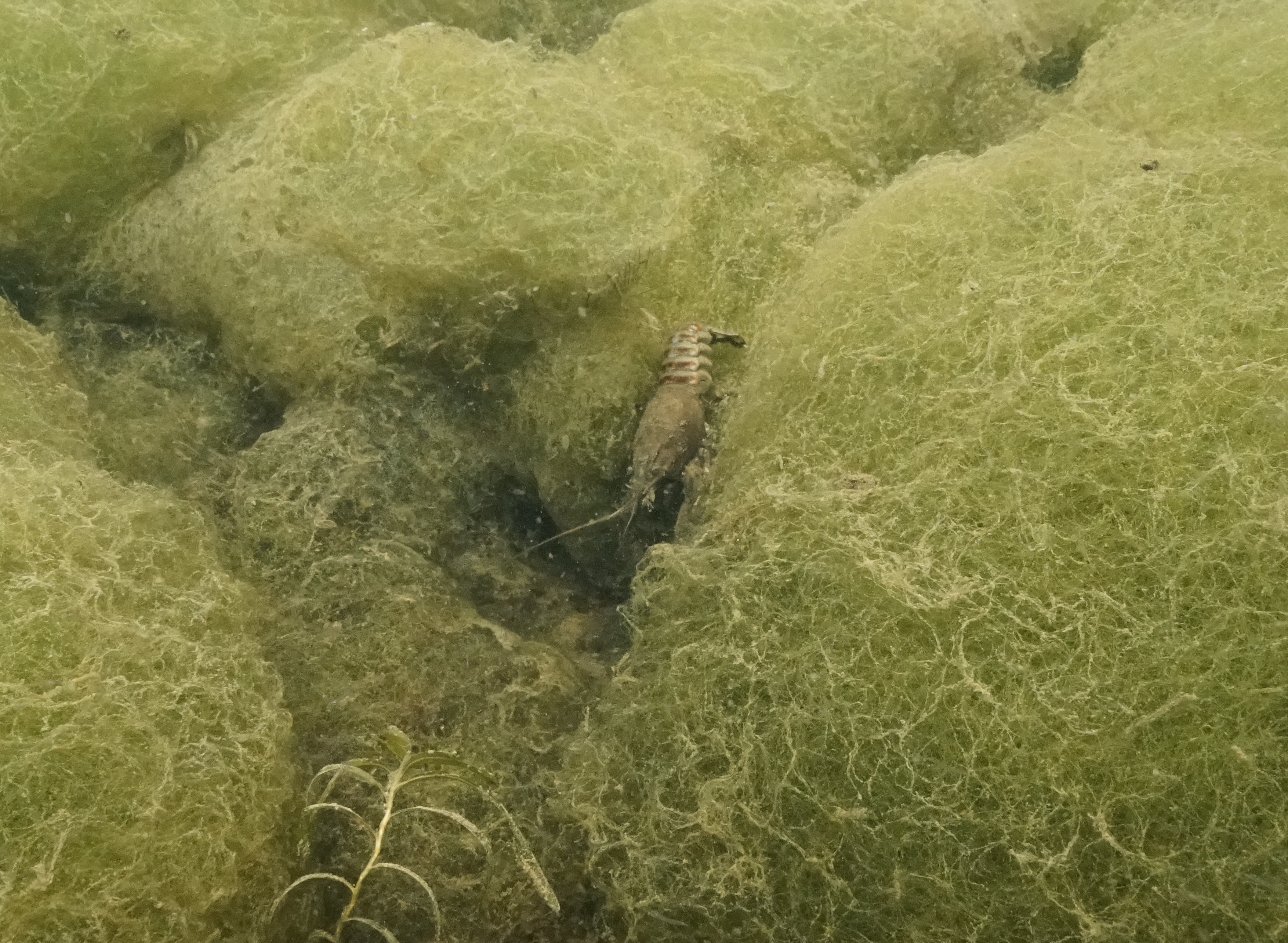
Kamberkrebs

## Fauna & Flora
Im Schultheis-Weiher kommen u. a. der Rote Sumpfkrebs, der Kamberkrebs, die Große Teichmuschel, die Malermuschel, die Grobgerippte Körbchenmuschel, die Zebramuschel und die Erdkröte vor. 2021 wurde eine Gelbbauch-Schmuckschildkröte gesichtet.

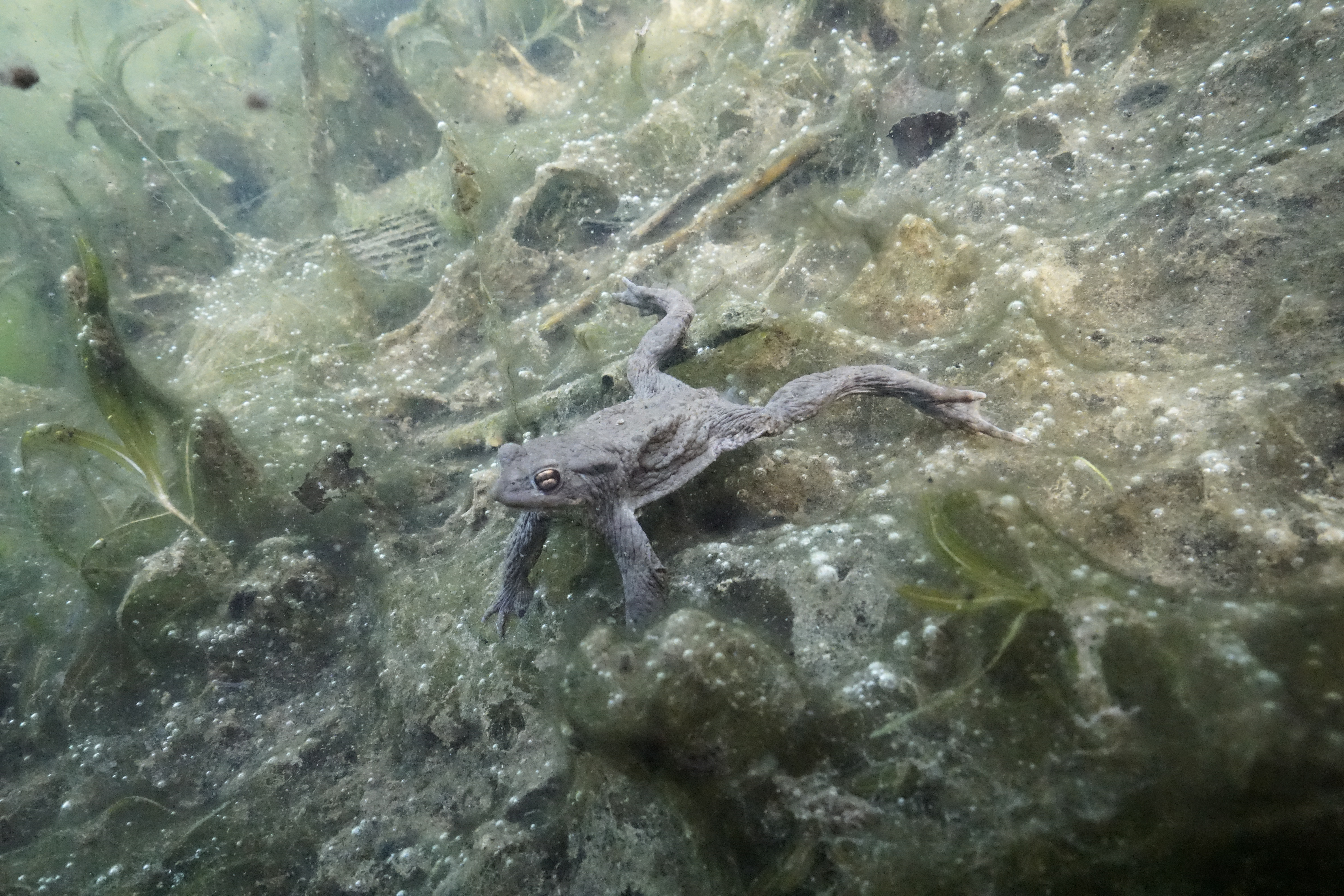
Erdkröte

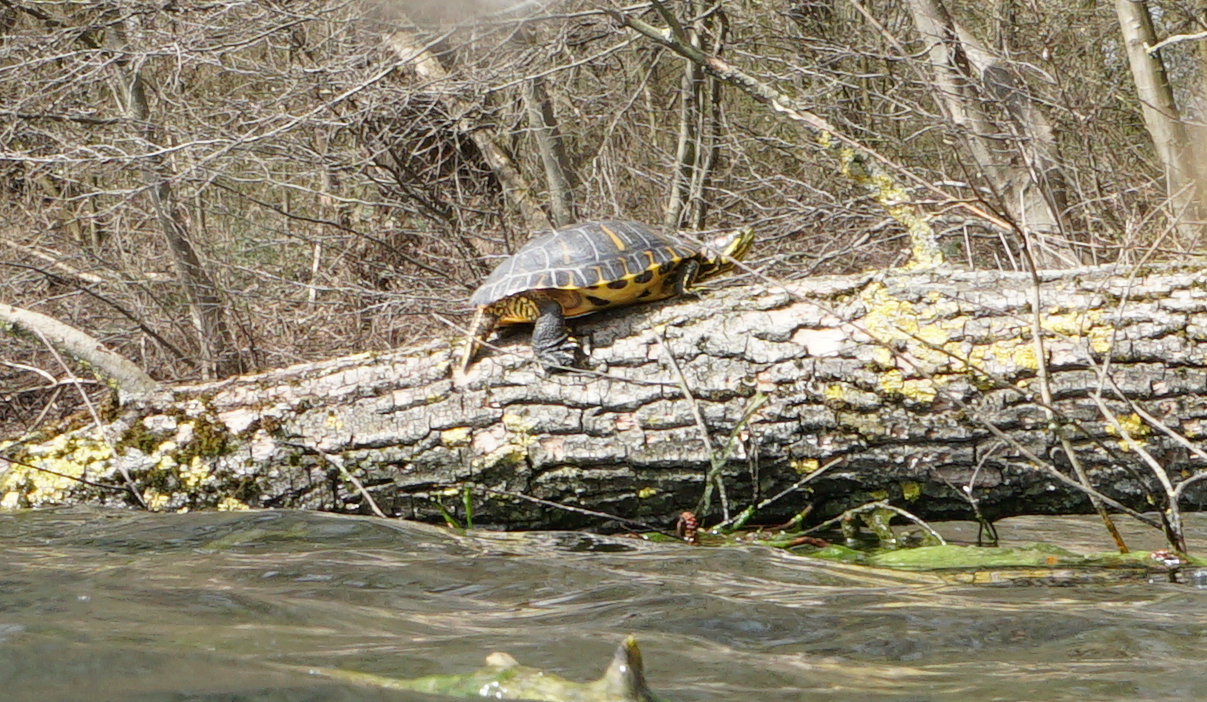
Gelbbauch-Schmuckschildkröte

An Unterwasserpflanzen kommen im Schultheis-Weiher die Zerbrechliche Armleuchteralge, das Raue Hornblatt, das Krause Laichkraut und das Ährige Tausendblatt vor.

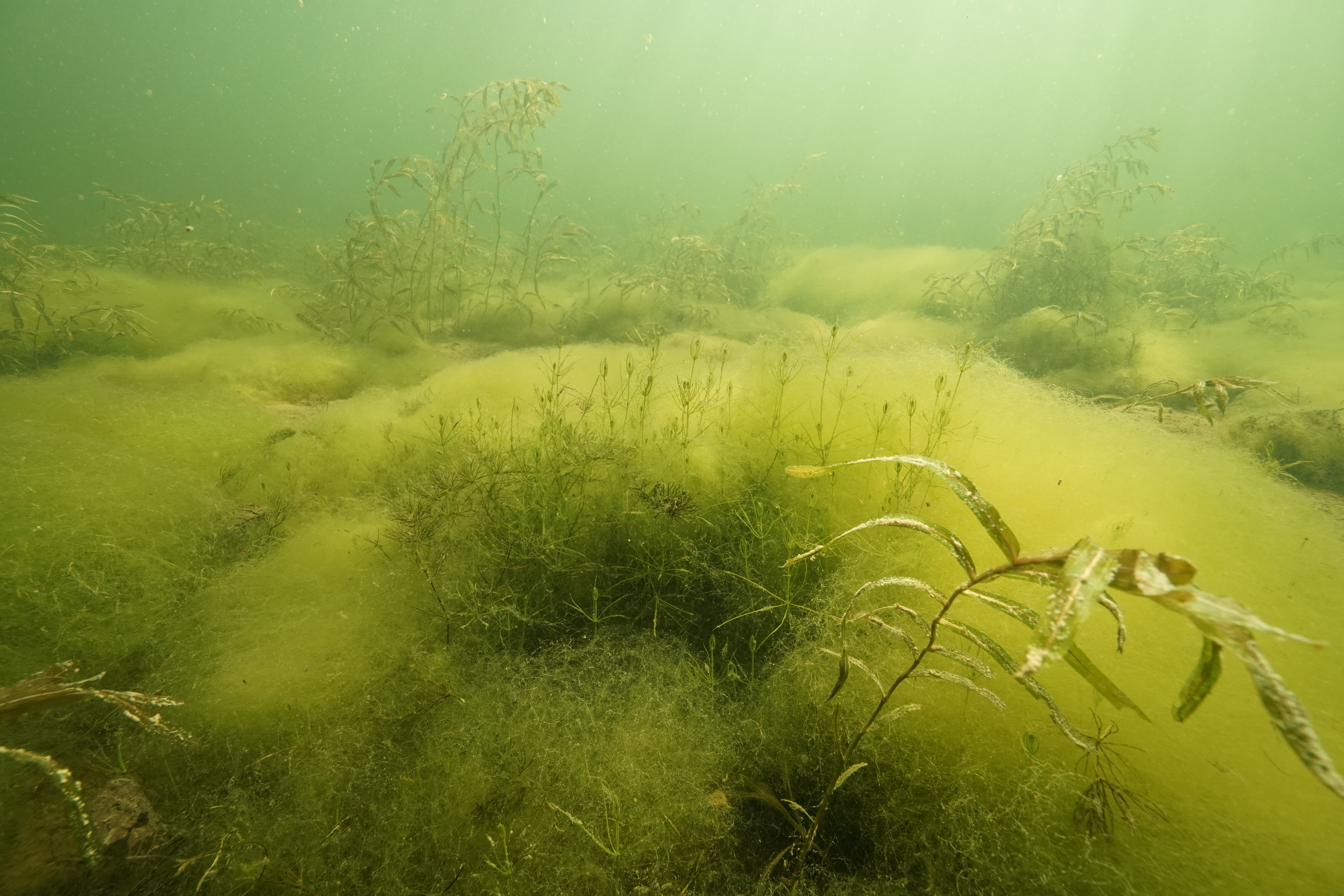
Unterwasseraufnahme des Schultheis-Weihers

## Naturschutzgebiet
Im Rahmen der Rekultivierungskonzeption wurde erreicht, dass die südliche Hälfte des Sees für Freizeitzwecke von Badegästen, Modellbootfahrern und Anglern benutzt werden kann, während die nördliche Hälfte als Biotop entwickelt und als Schutzzone für seltene Tierarten ausgewiesen wurde. Sie ist für Besucher gesperrt. Hier finden sich eine Reihe seltener Vogelarten wie zum Beispiel der Haubentaucher, Graureiher, Tafel-, Reiher-, Stockente, Bläss- und Teichrallen, Krick-, Pfeif-, Schnatter- oder Schellenten, verschiedene Sägerarten, Kormorane und Zwergtaucher. Auch Seetaucher sind beobachtet worden. Der Eisvogel ist jährlicher Wintergast. In den umliegenden Mainwiesen leben der heimische Kiebitz und das Rebhuhn. Zur Zugzeit sind auch Limikolen, Kormorane und verschiedene Greife immer wieder vertreten.